# The Cautionary Tales of Mark Oliver Everett
Albums de Eels
Wonderful, Glorious
(2013) Royal Albert Hall (live)
(2015)
The Cautionary Tales of Mark Oliver Everett est le onzième album du groupe Eels.

## Titres
1. Where I'm At
2. Parallels
3. Lockdown Hurricane
4. Agatha Chang
5. A Swallow in the Sun
6. Where I'm From
7. Series of Misunderstandings
8. Kindred Spirit
9. Gentlemen's Choice
10. Dead Reckoning
11. Answers
12. Mistakes of My Youth
13. Where I'm Going

Edition deluxe
1. To Dig It
2. Lonely Lockdown Hurricane
3. Bow Out
4. A Good Deal
5. Good Morning Bright Eyes
6. Millicent Don't Blame Yourself
7. Thanks I Guess
8. On The Ropes (Live WNYC)
9. Accident Prone (Live WNYC)
10. I'm Your Brave Little Soldier (Live WNYC)
11. Fresh Feeling (Live KCRW)
12. Trouble WIth Dreams (Live KCRW)
13. Oh Well (Live KCRW)